# Molekulares Pendel

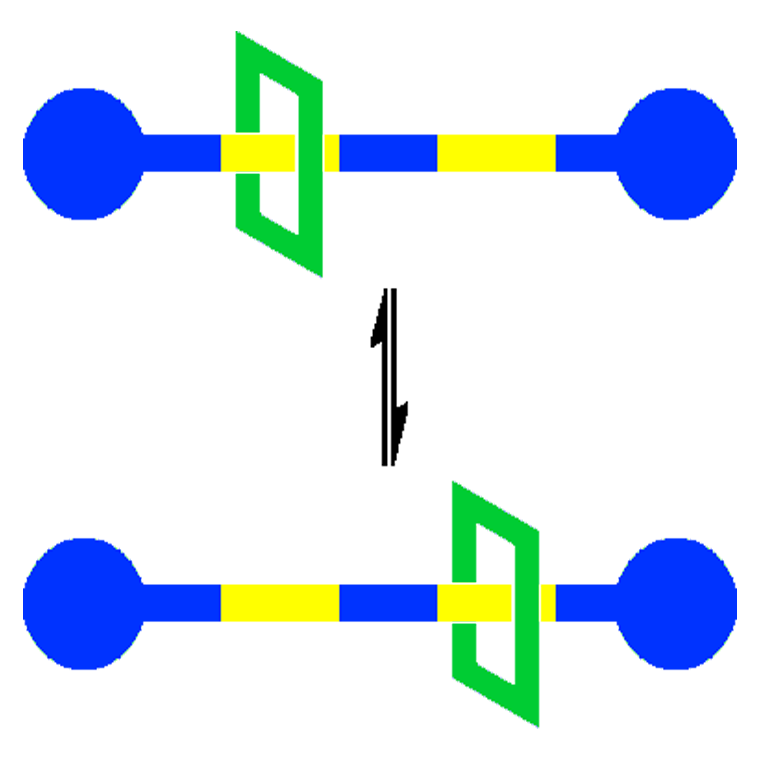
Beispiel für ein molekulares Pendel, bei dem sich ein Makrozyklus (grün) zwischen zwei Stationen (gelb) bewegt.

Ein molekulares Pendel ist in der Supramolekularen Chemie ein spezieller Typ molekulare Maschine, die in der Lage ist, Moleküle oder Ionen von einem Ort zum anderen zu transportieren. Dieses Forschungsgebiet ist relevant für die Nanotechnologie bei der Entwicklung elektronischer Verbindungen auf der Nanoskala und ebenfalls für die Biologie, wo biochemische Funktionen auf molekularen Pendeln beruhen. Akademisches Interesse besteht in der Synthese solcher Verbindungen, deren erster Prototyp 1991 beschrieben wurde und auf Rotaxanen basiert.
Dieses Gerät basiert auf einer Verbindung, bestehend aus einer Ethylenglykolkette, die durch zwei Benzolringe begrenzt ist, den sogenannten Stationen. Die Endpunkte oder Stopper dieses Kabels sind sperrige Triisopropylsilylgruppen.
Die Perle auf der Schnur ist ein vierfach positiv geladenes Cyclophan, bestehend aus zwei Bipyridingruppen und zwei Phenylgruppen. Die Perle wird von einer der Stationen angezogen durch π-π-Wechselwirkungen, aber da die Aktivierungsenergie für die Bewegung von einer Station zur anderen nur 54 kJ/mol beträgt, pendelt die Perle zwischen beiden.
Die Stopper verhindern das Herunterfallen der Perle. Die chemische Synthese dieses Gerätes basiert auf molekularer Selbstorganisation aus einer Kette und zwei Perlenfragmenten. Die Ausbeute der Reaktion liegt bei 32 %.
|  |  |

Manch ein molekularer Schalter hat auch zwei ungleiche Stationen.